# Чаплинська волость (Дніпровський повіт)
Чаплинська волость — адміністративно-територіальна одиниця Дніпровського повіту Таврійської губернії.
Станом на 1886 рік — складалася з 3 поселень, 2 сільських громад. Населення — 3757 осіб (1934 осіб чоловічої статі та 1823 — жіночої), 601 дворове господарство.
|                     | Площа, десятин | У тому числі орної, десятин |
| ------------------- | -------------- | --------------------------- |
| Сільських громад    | 18275          | 10880                       |
| Приватної власності | 33925          | 2027                        |
| Іншої власності     | 120            | 5                           |
| Загалом             | 52320          | 12912                       |

Найбільші поселення волості:
- Чаплинка — село при урочищі Каланчак за 67 верст від повітового міста, 2722 особи, 439 дворів, православна церква, 6 лавок, ярмарок. За 19 верст — трактир.
- Преображенка — село, 190 осіб, 26 дворів, молитовний будинок.
- Чаплинсько-Преображенське — село при урочищі Каланчак, 845 осіб, 136 дворів, лавка.